# Dom von Castelfranco Veneto

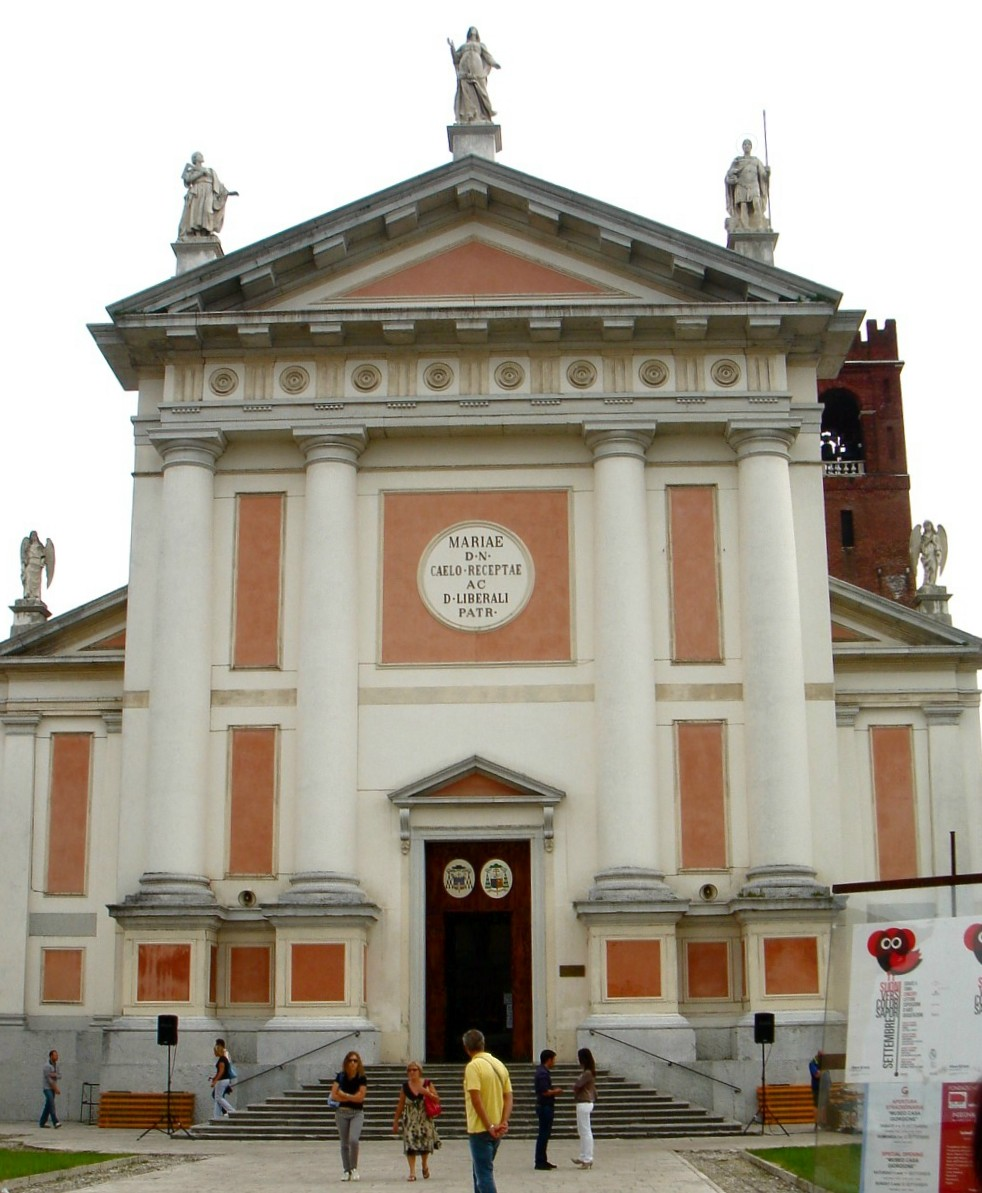
Der Dom Santa Maria Assunta e San Liberale von Castelfranco

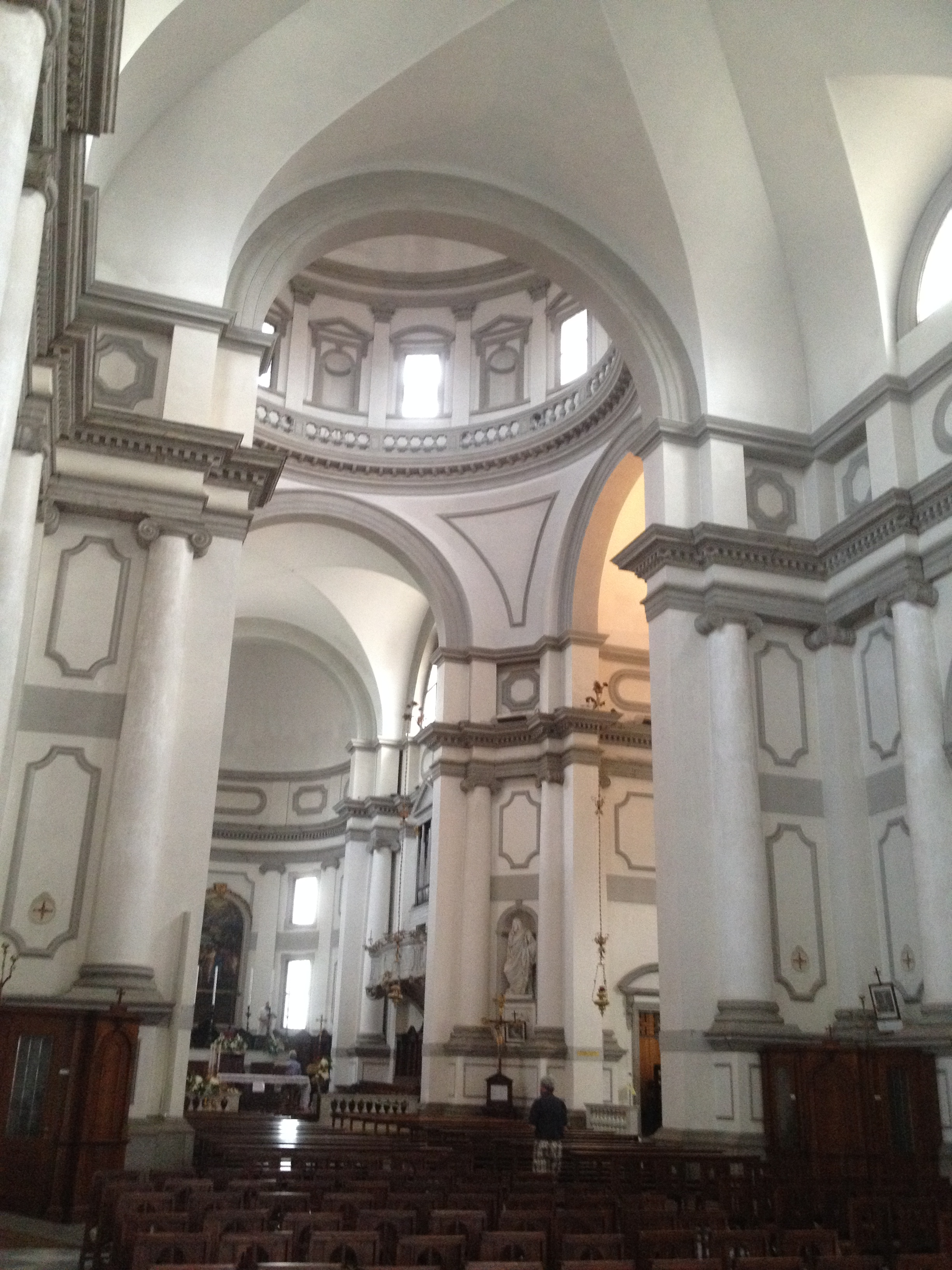

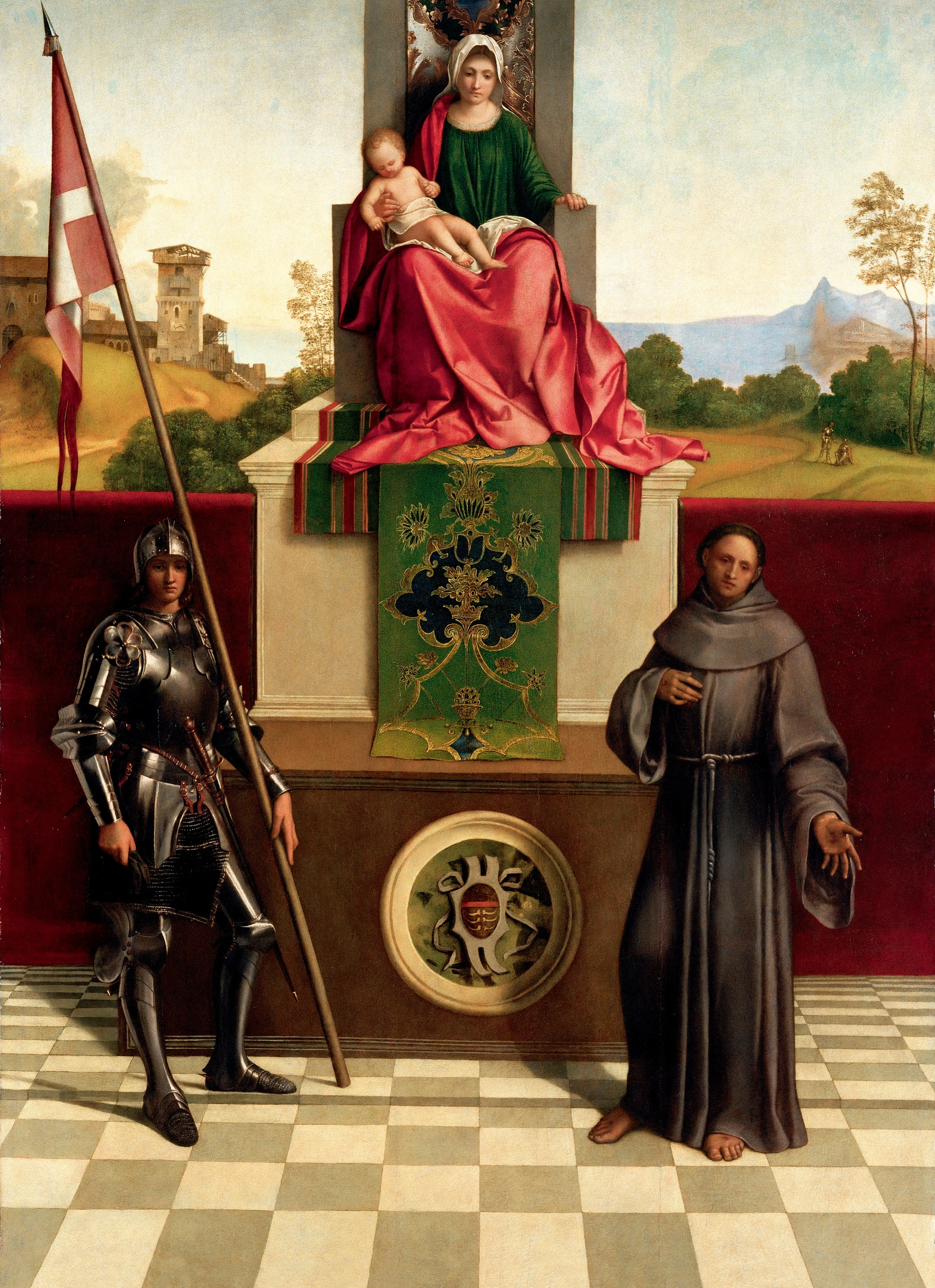
Giorgione, Pala di Castelfranco

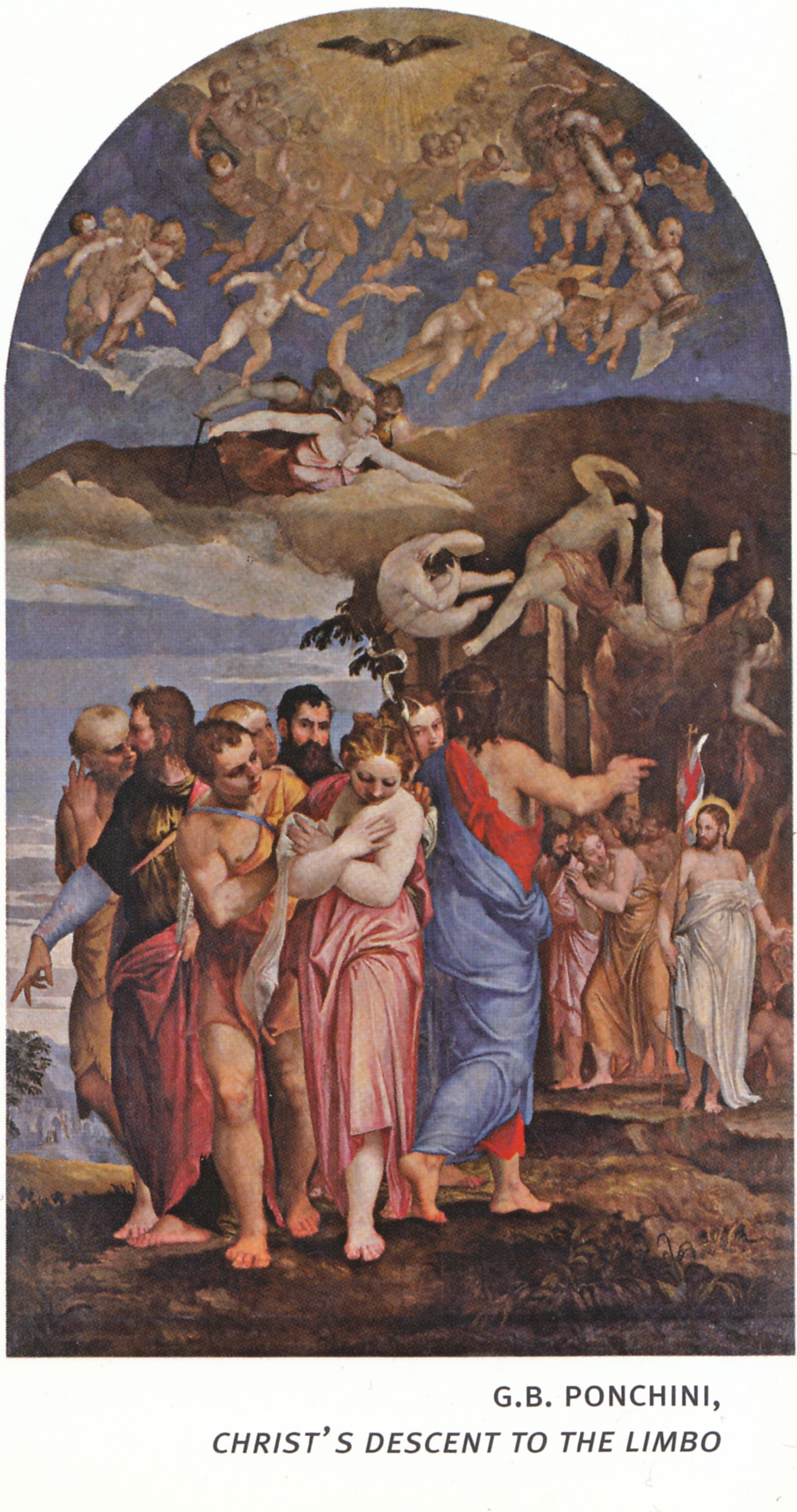
Giovanni Battista Ponchino, Abstieg Christi in den Limbo

Der Dom Santa Maria Assunta e San Liberale in Castelfranco Veneto wurde 1724–1746 nach Plänen von Francesco Maria Preti an der Stelle einer romanischen Kirche erbaut und ist ein Beispiel klassizistischer Architektur.
Die Statuen auf dem kleinen Kirchplatz, Piazza San Liberale, stammen von Orazio Marinali (1643–1720).

## Lage und Namensgebung
Der Dom liegt in der befestigten Altstadt Castelfrancos, direkt an der Stadtmauer. Er ist Maria Himmelfahrt und dem heiligen Liberale geweiht und dominiert den vor ihm liegenden Platz.

## Architektur
Der Dom ist das Hauptwerk des zur Zeit der Erbauung 23-jährigen Pretis, dessen Grabplatte sich im Kirchenschiff befindet. Preti demonstrierte an ihm die Theorie des harmonischen Mittels, wonach z. B. die Höhe des Mittelschiffes der harmonische Mittelwert zwischen seiner Länge und Breite ist. Der Kirchenbau ist von der schlichten Formensprache Andrea Palladios inspiriert, wie sie sich insbesondere bei Il Redentore in Venedig zeigt, und kombiniert mit klassizistischer Kühle. Der Dom hat den Grundriss eines lateinischen Kreuzes mit einschiffigem Kirchenschiff und Kuppel über der Vierung.
1892 bis 1893 wurde die Fassade nach einem Entwurf Pio Finazzis verändert. Zwei Paare dorischer Halbsäulen in Kolossalordnung, die auf hohen Säulenpostamenten aufgesockelt sind, gliedern den dominanten portikusartigen Mittelrisalit der Fassade in drei Teile und tragen den Architrav mit  Triglyphenfries. Darunter befindet sich in einem Tondo die lateinische Inschrift: MARIAE D.N. CAELO RECEPTAE AC D.LIBERALI PATR. Die Fassade wird gekrönt von einem Dreiecksgiebel mit drei Statuen, der Jungfrau Maria und Heiligen. Die einzige Öffnung ist das Eingangsportal, das ebenfalls mit einem einfachen Dreiecksgiebel abschließt und mit dem Platz durch eine Freitreppe verbunden ist.
Der Campanile aus Ziegelmauerwerk mit Zinnenkranz war ursprünglich ein Wehrturm, dem ein Glockengeschoss mit rundbogigen Schallöffnungen aufgesetzt wurde.

## Ausstattung
In den Seitenschiffen befinden sich zahlreiche Altäre. Der Dom beherbergt Kunstwerke über die Pala di Castelfranco von Giorgione aus der Cappella Costanzo des ursprünglichen Baus hinaus. Das Altarbild des Hochaltars in der Apsis vom Hauptaltar des Vorgängerbaus zeigt Abstieg Christi in den Limbo (1551) von Giovanni Battista Ponchini (1500–1570), einem Mitarbeiter Paolo Veroneses. In der rechten Apsis befindet sich das Martyrium des Heiligen Sebastian von Palma il Giovane. Der Altar im rechten Querschiff mit der Darstellung der von Wolken und Engeln getragenen Himmelfahrt Mariä und den Heiligen Liberal und Johannes Nepomuk stammt vom Bildhauer Giuseppe Torretti (1694–1743), dem Lehrmeister Antonio Canovas. Am ersten Altar hinten links ist das Martyrium des Heiligen Bartholomäus von Antonio Zanchi zu sehen.
Die Sakristei links hinter der Apsis beherbergt eine umfangreiche Bildergalerie, die vorwiegend Bilder aus Castelfranker Kirchen enthält, die im 19. Jahrhundert profaniert worden sind,  u. a. aus dem Vorgängerbau San  Liberale. Hauptwerke sind Werke Veroneses aus der abgebrochenen Villa Soranzo.
- sieben Freskenfragmente (1551) von Paolo Veronese für die Villa Soranza Sanmichelis in S. Andrea Oltre il Muson, die von Filippo Balbi 1815 vor dem Abbruch der Villa entnommen wurden. Es sind dies Abbildungen der Justitia (Gerechtigkeit) und Temperantia (Mäßigung) an der rechten Wand und das Deckenfresko Tempo e Fama (Zeit und Ruhm).

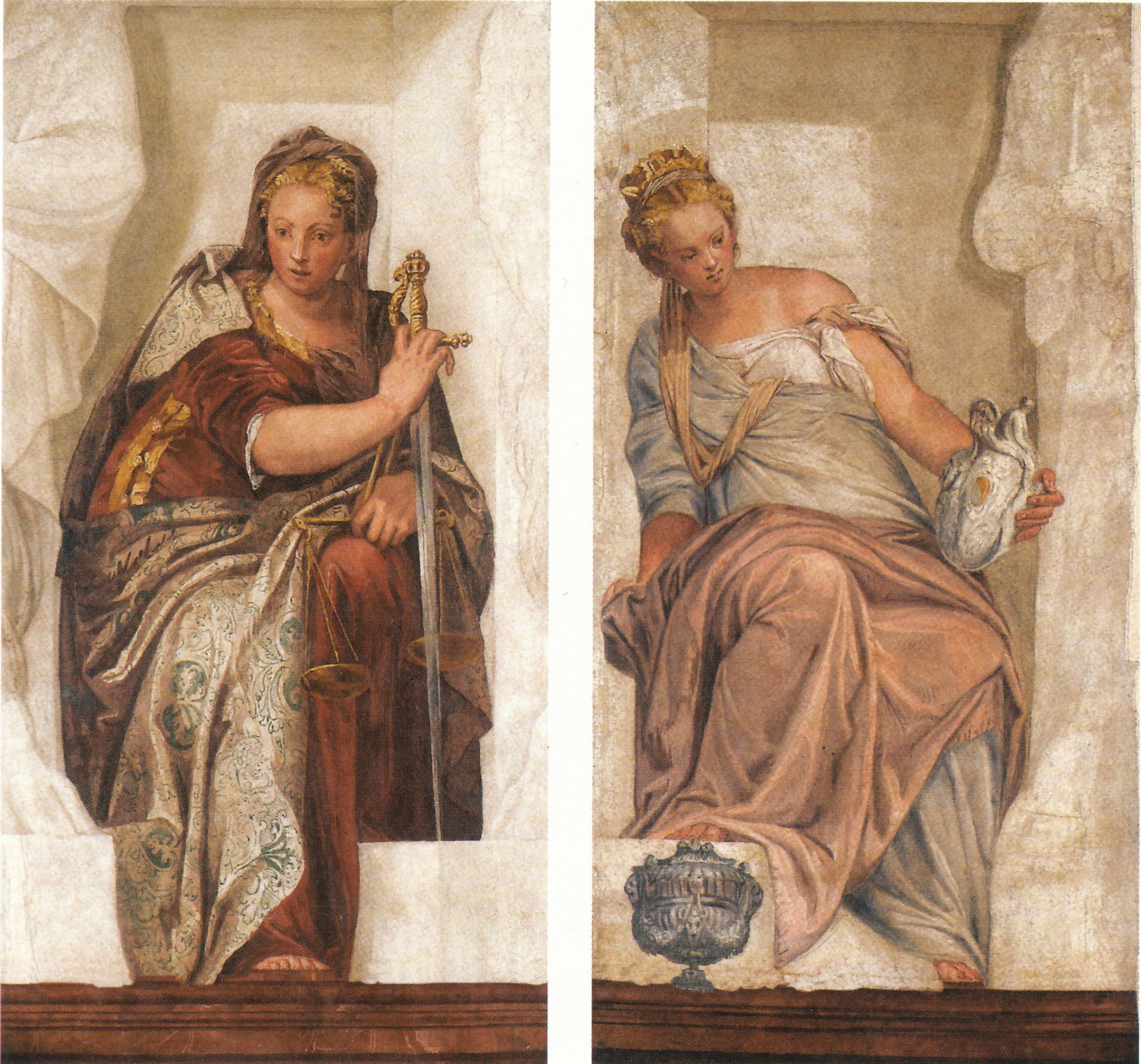
Veronese Gerechtigkeit und Mäßigung

- Christus in Emmaus von Paolo Piazza (1560–1620)
- Darbringung Marias im Tempel von Palma il Giovane.

### Orgel
Die Orgel, die auf den beiden Sängertribünen aufgestellt ist, wurde 1784 von dem Orgelbauer Gaetano Callido erbaut, und im Jahre 1908 durch den Orgelbauer Domenico Malvestio umfassend restauriert. Das rein mechanische Instrument hat 22 Register auf zwei Manualwerken und Pedal.
| I Hauptwerk C–A5 |              |     |
| 1.               | Principale   | 16′ |
| 2.               | Principale   | 8′  |
| 3.               | Ottava       | 4′  |
| 4.               | Decimaquinta | 2′  |
| 5.               | Pieno IV     |     |
| 6.               | Dulciana     | 8′  |
| 7.               | Flauto       | 4′  |
| 8.               | Unda Maris   | 8′  |
| 9.               | Tromba       | 8′  |

| II. Manualwerk C–A5 |              |    |
| 10.                 | Principale   | 8′ |
| 11.                 | Ottava       | 4′ |
| 12.                 | Decimaquinta | 2′ |
| 13.                 | Pieno II     |    |
| 14.                 | Gamba        | 8′ |
| 15.                 | Flauto       | 4′ |
| 16.                 | Viola        | 4′ |
| 17.                 | Eolina       | 8′ |
| 18.                 | Oboe         | 8′ |

| Pedalwerk C–D3 |              |     |
| 19.            | Bordone      | 16′ |
| 20.            | Violoncello  | 8′  |
| 21.            | Contra basso | 16′ |
| 22.            | Basso        | 8′  |